# 눈썹

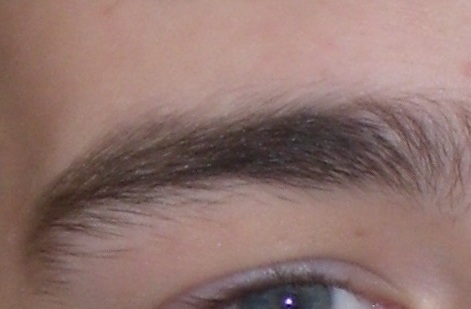
눈썹

눈썹(문화어: 눈섭; 영어: eyebrow)은 눈 위에 난 짧은 털로, 머리카락이나 머리에 있는 물체가 눈으로 내려오지 않게 해주는 역할을 한다. 일부 포유류의 눈 위의 뼈가 융기한 부분의 그림자를 따라 모양이 나타난다. 인간의 경우 눈썹은 표정을 통한 의사소통, 그리고 땀, 물, 이물질 등이 눈에 접촉하지 못하도록 예방하는 역할을 한다. 또, 얼굴과 머리를 구분하는 경계가 된다.

## 기능
인간의 눈썹 기능을 설명하기 위해 여러 가지 이론이 제안되었다. 한 가지 접근 방식은 수분(주로 땀과 비)이 눈으로 유입되는 것을 방지하는 것이 주요 기능이라고 제안한다. 또 다른 이론은 초기 인류 집단이 땅에서 잠을 자기 시작했을 때 뚜렷하게 보이는 눈썹이 포식자로부터 안전을 제공했다고 주장한다.
그러나 최근 연구에 따르면 인간의 눈썹은 의사소통 수단으로 발달했으며 이것이 눈썹의 주요 기능인 것으로 나타났다. 인간은 넓은 범위의 움직임이 가능한 눈에 보이는 털이 많은 눈썹을 갖춘 매끄러운 이마를 발달시켰다. 그러한 눈썹은 인정과 동정을 포함한 광범위한 미묘한 감정을 표현할 수 있다.

## 화장
눈썹 모양의 패션은 시대에 따라 변해 왔으며 눈썹은 항상 여성 패션에 크게 등장해 왔으며, 이는 종종 여성의 체모에 대한 문화적 요구의 일부였다.
수세기 동안 미용 방법은 눈썹 털을 추가하거나 제거하고, 색상을 바꾸거나, 위치를 바꾸어 당시의 미적 이상에 맞게 눈썹 모양을 바꾸는 방법으로 개발되었다. 예를 들어, 머리카락 색상과 유사한 영구 염색제(주로 눈썹을 어둡게 하기 위해)로 눈썹을 염색하는 방법이 있다.
눈썹 브러시, 셰이더, 연필은 눈썹을 정의하거나 더 풍성해 보이게 만드는 데 자주 사용된다. 이는 눈썹의 윤곽을 만들거나 빈약한 부분이 있는 머리카락을 흉내낼 수 있다. 눈썹 젤은 또한 더 두꺼운 눈썹을 만드는 데 사용된다. 머리카락의 질감을 더 좋게 하여 더 두껍고 풍성한 눈썹을 보이게 한다. 마지막으로, 더 풍성하고 자연스러운 모습을 원하는 사람들을 위해 눈썹 파우더나 아이섀도를 사용한다. 눈썹 파우더나 아이섀도(자연스러운 머리 색깔에 가장 가까운)를 털이 적은 부위에 바르면 된다.
더 얇거나 작은 눈썹을 만들기 위해 제모하거나 일자 눈썹을 "교정"하기 위한 수동 및 전자 족집게, 왁싱, 실 끼우기 등 여러 가지 옵션이 있다. 가장 일반적인 방법은 핀셋을 사용하여 눈썹을 가늘게 만들고 모양을 만드는 것이다. 왁싱이 인기를 얻고 있다. 마지막으로 솜실을 머리카락에 감아서 뽑아내는 실눈썹법이 있다. 작은 가위를 사용하여 다른 제모 방법을 사용하거나 단독으로 눈썹을 다듬는 경우도 있다. 이러한 모든 방법은 눈 주위의 민감성으로 인해 몇 초 또는 몇 분 동안 고통스러울 수 있지만, 개인이 익숙해지면 시간이 지남에 따라 통증이 감소하는 경우가 많다. 시간이 지나면 뽑아낸 머리카락은 다시 자라는 것을 멈춘다. 어떤 사람들은 눈썹을 왁싱하거나 면도한 후 맨살로 남겨두거나 스텐실하거나 아이라이너로 그리거나 문신을 한다. 서구 사회에서는 남성들이 눈썹의 일부를 뽑는 일이 더 흔해졌다.
더 풍성한 모습을 만들기 위해 눈썹 이식을 통해 눈썹을 복제할 수 있다. 원하는 모양의 자연스러운 눈썹을 모방하기 위해 눈썹의 개별 가닥이 만들어진다. 눈썹이식의 과정은 모발이식의 과정과 매우 유사하다. 이 과정에서도 활동적인 부위의 모낭이 털이 없는 부위로 옮겨지게 된다. 모낭은 머리카락의 경우 가장 잘 수확되는 부위이기 때문에 대부분 뒷머리에서 채취된다. 그런 다음 모낭을 피부에 주입한다.
눈썹 이식 후 치유 과정은 문신 과정과 유사하다. 이 과정에서 환자는 피부에 가벼운 멍이 들거나 딱지가 생길 수 있다. 선천적으로 눈썹이 얇거나 눈썹을 과도하게 뽑은 사람이 이식에 이상적인 사람으로 간주된다.
눈썹 리프트는 일반적으로 보다 여성스럽거나 젊은 모습을 만들기 위해 눈썹을 높이는 성형 수술이다. 이것은 새로운 현상이 아니며, 1919년 프랑스 외과의사 레이먼드 파소트(Raymond Passot)가 의학 문헌에 눈썹 리프팅에 대한 최초의 설명을 발표했다. 눈썹은 안면 성형 수술이나 눈 성형 수술 중에 영향을 받을 수 있다. 1970년대에 의사들은 환자의 눈썹에 보톡스나 유사한 독소를 주입하여 일시적으로 근육을 마비시켜 눈썹을 올리기 시작했다.
8세기 일본 여성과 남성은 히키마유를 실천했다. 즉, 눈썹 털을 깎거나 뽑고, 얼룩 같은 부분을 이마 위쪽에 칠하거나 다른 곳에 얇은 연필로 그리는 것이다. 이 관행은 고위 여성들이 눈썹을 완전히 제거했던 엘리자베스 시대의 관행과 비슷하다. 엄격한 뽑기 작업을 통해 완성된 얇은 눈썹은 1920년대와 1930년대에 다시 유행했다.
21세기에는 코일머신, 로터리머신, 리니어머신 등을 이용하여 눈썹 모양을 만들고 유지하는 방법으로 문신이 대중화되었다. 미용 문신, 마이크로블레이드 또는 블레이드 앤 셰이드 눈썹이라고도 불리는 이 과정에는 눈썹 예술가가 머리카락 모양을 모방한 작고 정밀한 컷을 만드는 과정이 포함된다. 눈썹의 면도 라인은 1990년대와 2000년대 일부 젊은 사람들 사이에서 인기를 끌었던 또 다른 미용 변화이다.

## 같이 보기
- 속눈썹
- 겨드랑이털
- 음모 (생리학)